# Ports ouverts
 (mai 2017).
Si vous disposez d'ouvrages ou d'articles de référence ou si vous connaissez des sites web de qualité traitant du thème abordé ici, merci de compléter l'article en donnant les références utiles à sa vérifiabilité et en les liant à la section « Notes et références ».
Ne doit pas être confondu avec Ports du traité (Irlande).
Les ports ouverts ou ports de traités est le nom donné aux ports de Chine, du Japon et de Corée qui furent ouverts au commerce international par les traités inégaux, principalement entre 1840 et 1920.

## Ports ouverts chinois
Le premier port ouvert chinois est britannique, il fut établi à la suite de la première guerre de l'opium avec le traité de Nankin en 1842. Hormis la session de l'île de Hong Kong au Royaume-Uni, le traité établissait cinq autres ports de traité : Shanghai, Canton, Ningbo, Fuzhou, et Amoy. Les concessions françaises et américaines suivirent peu après.
Le second groupe de ports de traité britanniques fut établi après la seconde guerre de l'opium en 1860, et, finalement, plus de 80 ports de traité furent établis en Chine seule, impliquant plusieurs autres puissances étrangères.
Les étrangers, qui vivaient dans les sections spécialement réservées pour eux, récemment construites en bordure des ports de traité existants, jouissaient de droits d'extraterritorialité stipulés dans les traités inégaux. Des clubs, des champs de course et des églises furent établis dans la majorité des ports de traités. Certaines de ces zones portuaires furent directement louées par des puissances étrangères, les retirant ainsi du contrôle des autorités chinoises.

## Principaux ports ouverts chinois
Voir aussi traités inégaux pour une liste plus complète.
| Province ou municipalités | Villes                | Date               | Pays propriétaires de la concession étrangère |
| ------------------------- | --------------------- | ------------------ | --- |
| Shanghaï                  |                       | (1842–1946)        | Le Grand Shanghai avait trois sections : les établissements internationaux de Grande-Bretagne et des États-Unis d'Amérique, la concession française et la vieille ville chinoise fortifiée. |
| Jiangsu                   | Nankin                | (1858)             | |
| Jiangsu                   | Zhenjiang             |                    | |
| Jiangxi                   | Jiujiang              |                    | |
| Hubei                     | Hankou                | (1858–1945)        | Allemagne, France; puis Royaume-Uni et Japon |
| Hubei                     | Shashi                |                    | Japon |
| Hubei                     | Yichang               |                    | |
| Hunan                     | Changsha              | (1937–1945)        | Japon |
| Hunan                     | Yuezhou               |                    | |
| Sichuan                   | Chongqing (Chungking) |                    | |
| Zhejiang                  | Ningbo (Ningpo)       | (1841–42)          | Royaume-Uni |
| Zhejiang                  | Wenzhou               |                    | Royaume-Uni |
| Fujian                    | Fuzhou                | (1842–1945)        | Royaume-Uni, puis Japon |
| Fujian                    | Xiamen (Amoy)         | (1842–1912)        | Royaume-Uni |
| Guangdong                 | Guangzhou (Canton)    | (1842-1945)        | Royaume-Uni; puis Japon |
| Guangdong                 | Shantou (Swatow)      | (1858)             | Royaume-Uni |
| Guangdong                 | Sanshui               |                    | |
| Guangdong                 | Haikou (Qiongshan)    | (1858)             | |
| Guangxi                   | Beihai                | (1876–années1940?) | Royaume-Uni, États-Unis d'Amérique, Allemagne, Autriche-Hongrie, France, Italie, Portugal, Belgique                                                                                         |
| Guangxi                   | Nanning               |                    | |
| Yunnan                    | Mengzi                |                    | |
| Yunnan                    | Simao                 |                    | |
| Yunnan                    | Dengyue               |                    | |
| Shandong                  | Yantai                |                    | |
| Hebei                     | Tianjin (Tientsin)    | 1860–1902          | Royaume-Uni, États-Unis d'Amérique, Allemagne, Empire austro-hongrois, France, Italie, Portugal, Belgique                                                                                   |
| Liaoning                  | Niuzhuang             | (1858)             | |
| Liaoning                  | Yingkou               |                    | |
| Liaoning                  | Shenyang              |                    | |
| Jilin                     | Changchun             |                    | |
| Jilin                     | Hunchun               |                    | |
| Heilongjiang              | Harbin                | (1898–1946)        | Russie, États-Unis d'Amérique, Allemagne; puis Japon et Union soviétique |
| Heilongjiang              | Aihun                 |                    | Russie, Union soviétique |
| Heilongjiang              | Manzhouli             |                    | Russie, Union soviétique |
| Taïwan (Formose)          | Tamsui                | (1858)             | France |
| Taïwan (Formose)          | Tainan                | (1858)             | France |

D'après les rapports de l'époque, 6 917 000 Chinois habitaient dans les ports de traité  en 1906. La population étrangères comprenait 1 837 firmes et 38 597 personnes, principalement Européens (9 356 Britanniques, 2 189 Français, 1 939 Allemands, 3 184 Portugais, 786 Italiens, 389 Espagnols, 297 Belges, 236 Autrichiens, 273 Russes, 209 Danois, 225 Néerlandais, 185 Norvégiens, 135 Suédois), 3 447 Américains, 16 Brésiliens, 15 548 Japonais, 47 Coréens et 236 citoyens d'autres puissances non impliquées dans les traités.

## Les traités de capitulation chinois
Le système des ports de traités en Chine dura environ un siècle. Il débuta avec la première guerre de l'opium en 1841 et finit avec l'attaque de Pearl Harbor en 1941. Les puissances étrangères impliquées étaient le Royaume-Uni, la France et les États-Unis, bien qu'à la fin du XIXe siècle toutes les grandes puissances étaient impliquées, comme les pays de l'Amérique latine ou l'État indépendant du Congo. Il n'est pas possible de mettre une date exacte sur la fin du système des ports de traités. Les Russes renoncèrent à leurs droits sur les traités à la suite de la révolution russe de 1917, et les Allemands furent obligés de céder les leurs après leur défaite dans la Première Guerre mondiale. 
La Norvège renonça volontairement à ses droits en 1931. Néanmoins, les trois principales puissances (Royaume-Uni, France, États-Unis) gardèrent leurs concessions et leurs droits d’extraterritorialité jusqu'à la Seconde Guerre mondiale. En ce qui concerne les Britanniques et les Américains, ils furent abolis en pratique lorsque les Japonais attaquèrent Pearl Harbor en décembre 1941. Ils ont ensuite officiellement renoncé à leurs droits lors d'un traité "égal" avec le nouveau gouvernement chinois de Tchang Kaï-chek exilé à Chongqing en 1943.
Pendant ce temps, le gouvernement fantoche pro-japonais de Nankin signa une capitulation avec le gouvernement de Vichy en 1943, qui ne fut pas reconnue par le chef de la France libre Charles de Gaulle. En 1946, afin d'inciter les Chinois à quitter la moitié Nord de l'Indochine française, de Gaulle signa une capitulation avec le gouvernement de Tchang Kaï-chek. 
Des restes du système des ports de traité perdurèrent durant les années 1940 mais tous furent abolis après la victoire des communistes en 1949.

## Ports ouverts japonais
Le Japon ouvrit deux ports au commerce international, Shimoda et Hakodate, en 1854 (convention de Kanagawa).
Cinq ports supplémentaires furent désignés en 1858 avec le traité d'amitié et de commerce: Yokohama, Kōbe, Nagasaki, Edo et Niigata.
Le système des ports de traité prit fin au Japon en 1899 à la suite de la spectaculaire transformation du Japon en grande puissance moderne.

## Territoires loués
Les puissances étrangères concernées bénéficiaient sur des territoires loués de la possibilité de faire du commerce, de l'extraterritorialité de leurs citoyens, et elles avaient un pouvoir quasi-colonial sur leurs concessions, ce qui consistait de fait une annexion :
| Territoire | Date                                             | Puissance étrangère                  |
| --- | ------------------------------------------------ | ------------------------------------ |
| Guandong (aujourd'hui Dalian)                                                                                                 | 1894–1898 Japon 1898–1905 Russie 1905–1945 Japon | loué par la Russie puis par le Japon |
| Weihai dans la province du Shandong                                                                                           | (1898–1930)                                      | loué par les Britanniques            |
| Qingdao dans la province du Shandong                                                                                          | (1897–1922)                                      | loué par l'Allemagne                 |
| Les Nouveaux Territoires s'ajoutèrent à la concession perpétuelle originelle de Hong Kong et son extension de 1860 de Kowloon | (1842; 1860; 1898–1997)                          | loué par les Britanniques            |
| Guangzhou Wan dans la province du Guangdong (aujourd'hui Zhanjiang)                                                           | (1911–1946)                                      | loué par la France                   |

### Source de la traduction
- (en) Cet article est partiellement ou en totalité issu de l’article de Wikipédia en anglais intitulé « Treaty ports » (voir la liste des auteurs).